# 貨幣同盟

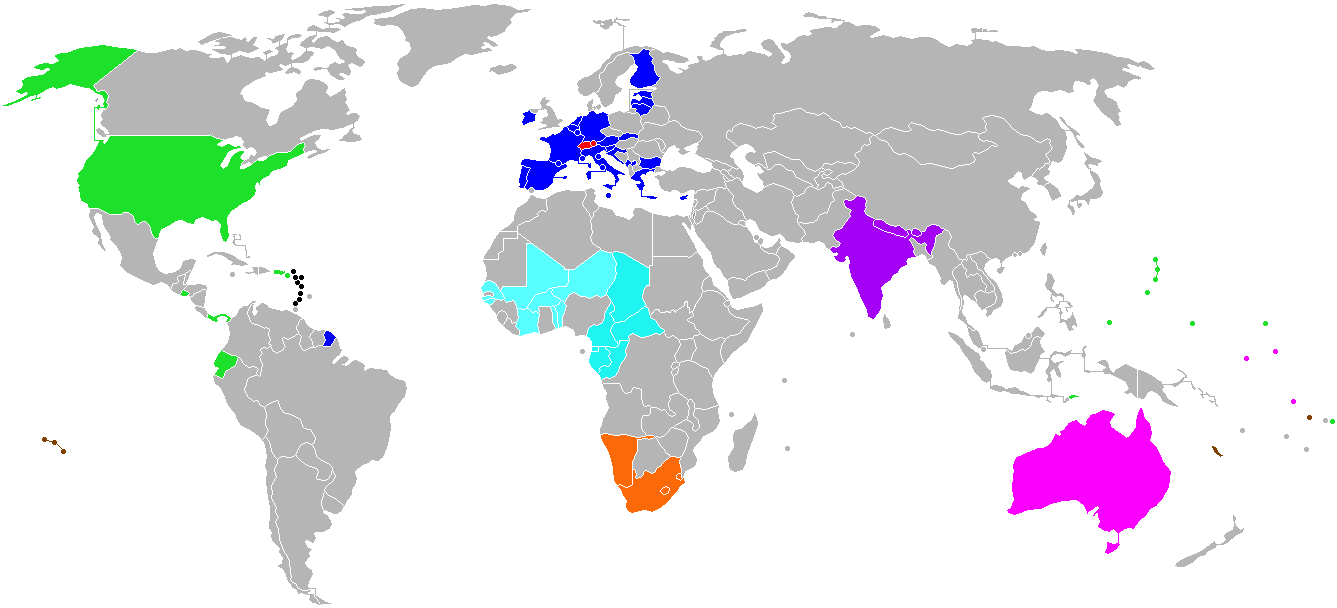
貨幣同盟:
EUR 欧元
USD 美元
CHF 瑞士法郎
INR 印度盧比
AUD 澳大利亚元
XCD 東加勒比元
ZAR 南非兰特
XOF 非洲金融共同体法郎
XAF 中非金融合作法郎
XPF 太平洋法郎

貨幣同盟或货币联盟（currency union）是指兩國或多國同意使用相同貨幣的情況。貨幣同盟未必伴隨進一步的經濟一體化（如經濟和貨幣聯盟、關稅同盟、共同市場）。貨幣同盟包括三種類型：
- 非正式 – 單方面使用外國貨幣作為本國貨幣使用[1]
- 正式 – 多國簽署協議，使用同一種貨幣。有時採用本國貨幣和外國貨幣匯率掛鉤的方式。
- 共同政策 – 多國制定共同的貨幣政策。

貨幣聯盟有利於其成員消滅匯率風險，並降低參加國之間的金融往來成本。但也會導致成員國失去貨幣決策主權，並可能導致產業外移。

## 外部連結
- West Africa opts for currency union （页面存档备份，存于）
- Economist- Antipodean currencies (Australia and New Zealand) （页面存档备份，存于）
- Reasons for the collapse of the Rouble Zone
- OECD Development Centre – the Rand Zone （页面存档备份，存于）